# NGC 3976
NGC 3976 é uma galáxia espiral barrada (SBb) localizada na direcção da constelação de Virgo. Possui uma declinação de +06° 44' 54" e uma ascensão recta de 11 horas, 55 minutos e 57,2 segundos.
A galáxia NGC 3976 foi descoberta em 13 de Abril de 1784 por William Herschel.